# Areál pevných kontrol orientačního běhu
Areál pevných kontrol orientačního běhu (resp. Areál pevných kontrol pro orientační běh), zkráceně APK, je trvale připravené místo v lese, parku, horách či ve městě, kde jsou trvale umístěny pevné body kontroly orientačního běhu. Pro zkušené orientační běžce představují tyto areály kdykoliv možnost tréninku. Začátečníkům zase poskytují příležitost vyzkoušet si kdykoliv a kdekoliv orientační běh. Areály jsou situovány strategicky do blízkosti škol, dětských hřišť, parků nebo třeba rozhleden, tedy tak aby maximálně podporovaly a zviditelňovaly tento sport.

## Areály pevných kontrol v České republice
V roce 2022 existovalo v České republice 56 areálů pevných kontrol pro orientační běh.
- APK Bělský les v Ostravě,
- APK Hradec nad Moravicí v Hradci nad Moravicí,
- APK Psychiatrická nemocnice Opava v Opavě,
- APK Štemplovec u zámku Štemplovec,
- APK Hliniště u Krnova,
- Orienteering Park Vidnava ve Vidnavě,
- Orienteering Park Olomouc na olomouckém Svatém Kopečku,
- Orienteering Park Šternberk ve Šternberku,
- APK Holešov - Americký park v Holešově,
- APK Skalka ve Skalce,
- APK Hloučela v Prostějově,
- APK Lhota pod Kosířem ve Lhotě pod Kosířem,
- APK Čechy pod Kosířem v Čechách pod Kosířem,
- APK Bělecký mlýn u Zdětína,
- APK Zdětín u Zdětína,
- APK Ptenský dvorek u Stražiska,
- APK Konice u Konic,
- APK Buková u Bukové,
- Orienteering park Bouzov v Bouzově,
- APK Soběšice v brněnských Soběšicích,
- APK Rosnička v Brně-Žabovřeskách,
- APK Kohoutovice v Brně-Kohoutovicích,
- APK Andrlův Chlum v Ústí nad Orlicí,
- APK Velká veranda u Chocně,
- APK Lesopark Včelný u Rychnova nad Kněžnou,
- APK Za Humny v Chotěboři,
- APK Chacholice v Chacholicích,
- APK Podhůra u Chrudimi,
- APK Studánka v Pardubicích,
- APK Srnojedy v Srnojedech,
- APK Biřička v Hradci Králové,
- APK Slezská plovárna v Hradci Králové,
- APK Zámek Karlova Koruna na zámku Karlova Koruna,
- APK Velká poustka ve Studenci,
- APK Hraběnka u Jilemnice,
- APK Pod Turnovskou u Kořenova,
- APK Šetřilovsko u Turnova,
- Orienteering park Liberec v Liberci,
- APK Kristýna u Hrádku nad Nisou,
- APK Novoborské kufrování v Novém Boru,
- APK Doksy U Pískovny v Doksech,
- APK Kačina u Mšena,
- APK Litvínov v Litvínově,
- APK Jáchymov na Mariánské,
- APK Zámek Kynžvart na zámku Kynžvart,
- APK Stadion dlouhé ploché dráhy v Mariánských Lázních,
- APK Homolka v Plzni,
- APK Příbram - Svatá hora v Příbrami,
- APK Velká orientační hra v Hostivicích,
- Lesopark Hůrka v Klatovech,
- APK Marta ve Frymburku,
- APK Lipno u Lipna nad Vltavou,
- Centrum orientačních sportu - Černé údolí v Černém údolí,
- APK Příbraz v Příbrazi,
- APK Dubovice u Příbrazi,
- APK Osika u Nové Bystřice.